# Harpalomorphus
Harpalomorphus es un  género de coleópteros adéfagos de la familia Carabidae.

## Especies
Comprende las siguientes especies:
- Harpalomorphus aeneipennis Peringuey, 1896
- Harpalomorphus capicola Peringuey, 1896
- Harpalomorphus modestus Peringuey, 1896
- Harpalomorphus rufipennis Peringuey, 1896